# Помян (Мазовецьке воєводство)
Помян (пол. Pomian) — село в Польщі, у гміні Червін Остроленцького повіту Мазовецького воєводства.
Населення — 55 осіб (2011).
У 1975-1998 роках село належало до Остроленцького воєводства.

## Демографія
Демографічна структура станом на 31 березня 2011 року:
|          | Загалом | Допрацездатний вік | Працездатний вік | Постпрацездатний вік |
| -------- | ------- | ------------------ | ---------------- | -------------------- |
| Чоловіки | 31      | 6                  | 18               | 7                    |
| Жінки    | 24      | 3                  | 12               | 9                    |
| Разом    | 55      | 9                  | 30               | 16                   |